# Begraafplaats van La Neuville
De Begraafplaats van La Neuville is een gemeentelijke begraafplaats in de Franse gemeente La Neuville in het Noorderdepartement. De begraafplaats ligt in het dorpscentrum, achter de kerk.

## Britse oorlogsgraven
Op de begraafplaats bevinden zich 2 Britse oorlogsgraven uit de Tweede Wereldoorlog. De 2 graven zijn geïdentificeerd en worden onderhouden door de Commonwealth War Graves Commission. In de CWGC-registers is de begraafplaats opgenomen als La Neuville Communal Cemetery.